# 링컨 레드 임프스 FC
링컨 레드 임프스 FC(Lincoln Red Imps Football Club)는 지브롤터를 연고로 하는 축구 클럽이다. 이 팀은 1976년에 창단되었으며 현재는 지브롤터 풋볼 리그에 참가하고 있다.

## 성적
- 프리미어디비전/풋볼 리그: 28회 우승

1984-85, 1988-89, 1989-90, 1990-91, 1991-92, 1992-93, 1993-94, 2000-01, 2002-03, 2003-04, 2004-05, 2005-06, 2006-07, 2007-08, 2008-09, 2009-10, 2010-11, 2011-12, 2012-13, 2013-14, 2014-15, 2015-16, 2017-18, 2018-19, 2020-21, 2021-22, 2022-23, 2023-24
- 록 컵: 20회 우승

1985-86, 1988-89, 1989-90, 1992-93, 1993-94, 2001-02, 2003-04, 2004-05, 2005-06, 2006-07, 2007-08, 2008-09, 2009-10, 2010-11, 2013-14, 2014-15, 2015-16, 2016, 2021, 2021–22, 2023–24
- 지브롤터 리그 시니어컵: 18회 우승

1986-87, 1987-88, 1988-89, 1989-90, 1990-91, 1991-92, 1992-93, 1999-00, 2001-02, 2002-03, 2003-04, 2004-05, 2005-06, 2006-07, 2007-08, 2010-11, 2011-12, 2013-14

## 선수 명단

### 현역
- 데일 콜링(2014 ~ 2015, 2021 ~ )
- 리 카스치아로(1998 ~ )
- 로이 치폴리나(2006 ~ )

## 같이 보기
- 무패 우승한 축구단 목록